# Ashley Long
Pour les articles homonymes, voir Long.
Ashley Long, née le 8 juin 1979 à  Londres, est une actrice pornographique britannique.

## Biographie
Ashley a grandi dans une ferme anglaise avec des chevaux. Elle commence par travailler avec un chariot élévateur dans un entrepôt. Puis elle devient vendeuse dans une cristallerie et serveuse dans un club londonien, le Stringfellows.
À 20 ans elle postule à une petite annonce pour un emploi topless et de modèle nu.
Après des petits films avec des amateurs elle rencontre le réalisateur Ben Dover. Depuis elle a fait plus de 300 films et reçu deux AVN Awards et XRCO.
Ashley Long s’installe aux États-Unis, elle devient vite célèbre par ses films de gonzo & Interracial. Elle a quitté l’industrie du x depuis 2009.

## Récompenses et sélections
Récompenses :
- 2004 : AVN Awards
  - Best Anal Sex Scene (avec Kitty Yung, Randy West) Sodomania # 5
  - Best Group Sex Scene, Video for Back 2 Evil (avec Julie Night, Nacho Vidal et Manuel Ferrara)
- 2003 :  XRCO Awards, 2003 Best Single Performance, Actress for Compulsion

Sélections :
- 2005 : Grabby Awards, Best Non-Sex Performance (nominee)

## Filmographie sélective
- The 4 Finger Club 21 (2002)
- Gangland 32 (2002)
- Initiations 10 (2002)
- Assploitations 2 (2003)
- No Man's Land 37 (2003)
- No Man's Land 38 (2004)
- Art of Double Penetration (2004)
- Belladonna's Fuck Me (2004)
- Little Tit Lesbos 2 (2005)
- MILF Obsession 1 (2006)
- My First Lesbian Experience 2 (2007)
- No Boys, No Toys 2 (2008)
- Jenna Confidential (2009)